# Брієр Жан
Брієр Жан (нар. 28.IX 1909, Жеремі — 1992) — таїтянський поет і громадський діяч. Пише французькою мовою.

## Життєпис
Учасник антиімперіалістичної боротьби 20-30-х рр. Автор віршованих патріотичних драм «У серці цитаделі» (1930), «Прапор прийдешнього» (1931), «Петіон і Болівар» (1955), «Прощання з Марсельєзою» (1955); поем «Чорна душа» (1947), «Витоки» (1956), «Відкриття» (1962). Збірку віршів «Збережемо бога» (1945) присвятив пам'яті передового діяча Гаїті Ж. Румена. З 1964 року живе в еміграції в Сенегалі. Вірш Брієра «Привітання Леніну» у перекладі українською мовою був надрукований у журналі «Всесвіт» (1976, № 4).